# スコット・アルトマン
スコット・ダグラス・"スクーター"・アルトマン（Scott Douglas "Scooter" Altman, 1959年8月15日 - ）は、アメリカ海軍のテストパイロット、アメリカ航空宇宙局の宇宙飛行士である。スペースシャトルによる四度の宇宙飛行を経験し、4度目のミッションであるSTS-125は、ハッブル宇宙望遠鏡への最後のサービスミッションとなった。

## 生い立ち
リンカーン (イリノイ州)で生まれ、アリゾナ州ツーロン出身のジル・シャノン・ルーマーと結婚した。彼らには3人の子供がおり、第2子のアレックスは、2009年5月にテキサス州ヒューストンのライス大学を卒業した。故郷はペキン (イリノイ州)で、両親であるフレッドとシャロンが現在も居住している。姉妹のサラ・バーズリーは、『Venus Zine』誌の出版者である。

## 教育
1977年 - イリノイ州ペキンのペキンコミュニティ高校卒業
1981年 - イリノイ大学で航空宇宙工学の学士号を取得
1990年 - 海軍大学院で航空宇宙工学の修士号を取得

## 軍 でのキャリア
1981年8月に少尉としてアメリカ海軍に入隊し、1983年2月に海軍飛行士となった。ミラマー海兵隊航空基地の第51飛行団に所属し、アルトマンはF-14で、西太平洋とインド洋に合計2度展開した。1987年8月、彼は海軍大学院のテストパイロット学校への入学者に選ばれ、1990年6月に優秀な成績で卒業した。卒業後の2年間は、テストパイロットとして様々なF-14のプロジェクトに関わった。アルトマンは、サザン・ウォッチ作戦におけるイラク南部での攻撃支援の功績によって、エア・メダルを受賞した。この6ヶ月間の遠征から帰還した直後、彼はNASAの宇宙飛行士プログラムに選ばれた。彼は、40種類以上の異なった飛行機で7,000時間以上の飛行経験を持つ。
また、映画『トップガン』では、様々なスタントを行った。

## NASAでのキャリア
アルトマンは、1994年12月にNASAによって宇宙飛行士の候補に選ばれ、1995年3月からジョンソン宇宙センターで訓練を始めたと言われている。1年間の訓練を経て、彼は最初に着陸の際の技術に関する仕事に配属された。彼は1998年のSTS-90、2000年のSTS-106で操縦手を務め、2002年のSTS-109、2009年のSTS-125でミッションコマンダーを務めた。アルトマンは、4度の宇宙飛行で合計40日間を宇宙で過ごした。2010年にNASAを退職し、グリーンベルト (メリーランド州)のAsrc Research and Technology Solutionsに加わった。

### 宇宙飛行

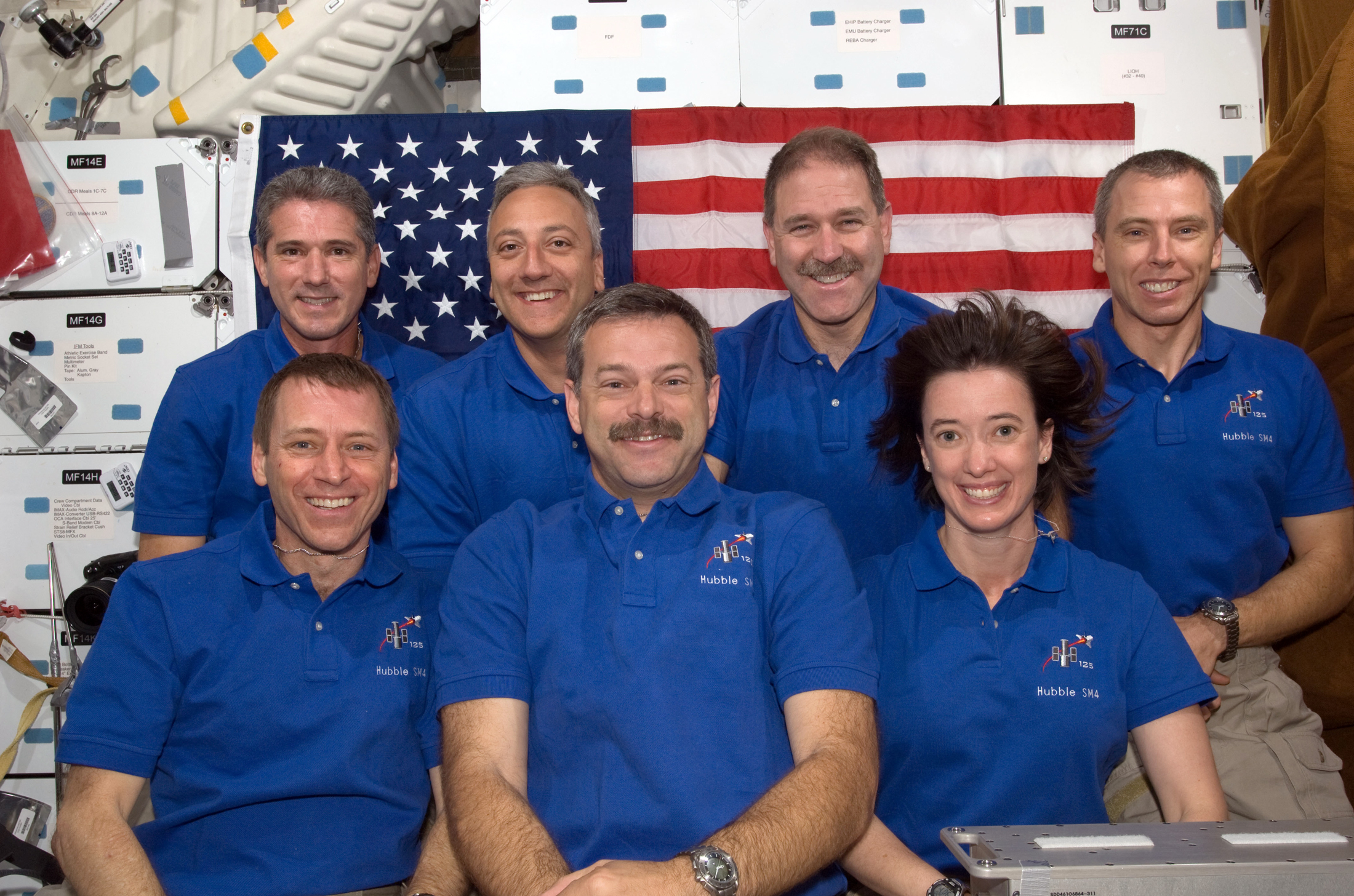
アルトマン（前列中央）とSTS-125のメンバー

STS-90は16日間のスペースラブのミッションで、7人の乗組員は、脳と神経系に対する微小重力の影響に関する26個の生命科学実験を行った。
STS-106は12日間のミッションで、国際宇宙ステーションが最初の長期滞在の乗組員を迎えるための準備をした。
STS-109は、ハッブル宇宙望遠鏡の4度目のサービスミッションで、電源、カメラ、太陽電池を新しいものに更新した。これは、4人の乗組員による5日間にわたる5度の船外活動で行われた。STS-109では、262日間で地球を165周し、390万マイルを移動した。
STS-125は、ハッブル宇宙望遠鏡の5度目で最後のサービスミッションで、新たな2つの機器が取り付けられた。また少なくとも2014年度中は稼働するように、6つのジャイロスコープ、2つのバッテリーユニットも交換され、熱防護を高めるために新しい耐熱ブランケットが取り付けられ、さらに寿命が来た際に無人機によって脱軌道させられるように、ソフトキャプチャ機構が取り付けられた。このミッションではIMAXカメラも運ばれ、将来のIMAX映画のためにミッションの様子が撮影された。